# Chlorophytum latifolium
Chlorophytum latifolium är en sparrisväxtart som beskrevs av Adolf Engler och Kurt Krause. Chlorophytum latifolium ingår i släktet ampelliljor, och familjen sparrisväxter. Inga underarter finns listade i Catalogue of Life.